# Helsdingenia
Helsdingenia es un género de arañas araneomorfas de la familia Linyphiidae. Se encuentra en el África subsahariana, en el sur y Sudeste de Asia.

## Lista de especies
Según The World Spider Catalog 12.0:
- Helsdingenia ceylonica (van Helsdingen, 1985)
- Helsdingenia extensa (Locket, 1968)
- Helsdingenia hebes (Locket & Russell-Smith, 1980)
- Helsdingenia hebesoides Saaristo & Tanasevitch, 2003